# William Miller (predikant)
William Miller, född 15 februari 1782, död 20 december 1849, var en amerikansk baptistpredikant, verksam under den andra stora väckelsen i 1800-talets USA.
Han beräknade, bland annat genom tolkningar av Daniels bok 8:14, datumet för Kristi återkomst till den 22 oktober 1844. När detta datum inföll utan att Millers förutsägelser slog in drabbades milleristerna (som hans anhängare kallades) av Den stora besvikelsen.
De flesta av dem tog avstånd från Millers apokalyptiska spekulationer och lämnade rörelsen.
Men Miller själv dog i övertygelsen om att Kristi återkomst var nära förestående och att han bara gjort någon form av räknefel.